# Guernes
Guernes est une commune française située dans le département des Yvelines en région Île-de-France.
Ses habitants sont appelés les Guernois(ses).

## Géographie

### Localisation
La commune de Guernes se situe dans la convexité d'une boucle de la Seine, sur la rive droite du fleuve, dans le nord-ouest des Yvelines, à environ dix kilomètres à l'ouest de Mantes-la-Jolie et 54 kilomètres au nord-ouest de Versailles, chef-lieu du département.Elle est incluse dans le périmètre du parc naturel régional du Vexin français.

### Hydrographie
La commune est bordée au sud par la Seine.
Elle englobe au sud plusieurs îles de la Seine, dont l'île de Dennemont (partagée avec Follainville-Dennemenont), l'île de Guernes, l'île des Genouchets, l'île de Rosny et l'île d'Herville (partagée avec Rolleboise).
Ces îles séparées par des bras relativement étroits, sont quasiment rattachées à la rive droite, laissant au sud et à l'ouest le chenal principal, navigable, de la Seine.

### Communes limitrophes
| Méricourt  |                 | Saint-Martin-la-Garenne |
| Rolleboise | Guernes         | Follainville-Dennemont  |
|            | Rosny-sur-Seine | Mantes-la-Jolie         |

### Territoire
Le territoire communal s'étend sur environ 5 km d'est en ouest et 2,5 km du nord au sud. C'est avec 854 hectares une commune relativement petite, sensiblement dans la moyenne des communes yvelinoises (872 hectares).
Le relief, peu marqué, est en pente légère de l'est vers l'ouest, marquant toutefois un talus assez net qui délimité le lit de la Seine à sa lisière sud.
Vers l'ouest, sur le site du bois de Flicourt, d'anciennes sablières aménagées hébergent, sur 36 hectares, une faune diversifiée d'oiseaux aquatiques.
Par sa situation, la commune est en partie exposée aux risques d'inondation, particulièrement les zones situées au sud (îles) et à l'ouest (secteur de Flicourt). Ces zones ont déjà été inondées, notamment lors de la grande crue de 1910.
Ce risque a motivé la mise en place d'un plan de prévention contre les risques d'inondation (PPRI), mis en vigueur par arrêté préfectoral du 30 juin 2007. Il concerne dans le Yvelines 57 communes riveraines de la Seine et de l'Oise. Ce plan détermine plusieurs zones, prioritaires sur les plans locaux d’urbanisme (PLU) des communes concernées : une zone rouge, concernant les zones les plus exposées (rouge clair, inondations de 1 à 2 mètres, rouge sombre, inondations supérieures à 2 mètres, où les nouvelles constructions sont interdites et le renouvellement urbain strictement réglementé, une zone bleue où le risque d'inondation est modéré qui permet le maintien d'activités économiques importantes, une zone verte, non bâtie et devant le rester et une zone marron concernant une bande d'environ 25 mètres le long des rives, qui a pour objectif de reconquérir une capacité d'écoulement en contrôlant l'urbanisation.
La commune est par ailleurs confrontée à la nécessité d'entretenir les berges qui souffrent d'érosion, aggravée par l'intensité du trafic fluvial, et menacent de s'effondrer par endroits. De ce fait l'accès au chemin de halage longeant le fleuve a été limité. Une partie des berges a été renforcée en 2005 avec l'aide du syndicat mixte d’aménagement des berges de la Seine dans l’arrondissement de Mantes-la-Jolie (SMABS).

### Voies de communication et transports
La commune est desservie par un chemin départemental en impasse (D 148) qui rejoint la route départementale D 147 à Dennemont desservant Limay.
Un bac permettait autrefois de rejoindre la rive gauche face à Rosny-sur-Seine. Actuellement le pont le plus proche permettant le franchissement de la Seine est celui qui relie Limay à Mantes-la-Jolie.
La gare la plus proche est celle de Mantes-la-Jolie sur la ligne Paris-Rouen.

### Climat
Pour des articles plus généraux, voir Climat de l'Île-de-France et Climat des Yvelines.
En 2010, le climat de la commune est de type climat océanique dégradé des plaines du Centre et du Nord, selon une étude du CNRS s'appuyant sur une série de données couvrant la période 1971-2000. En 2020, Météo-France publie une typologie des climats de la France métropolitaine dans laquelle la commune est exposée à un climat océanique et est dans la région climatique Sud-ouest du bassin Parisien, caractérisée par une faible pluviométrie, notamment au printemps (120 à 150 mm) et un hiver froid (3,5 °C).
Pour la période 1971-2000, la température annuelle moyenne est de 11 °C, avec une amplitude thermique annuelle de 14,4 °C. Le cumul annuel moyen de précipitations est de 690 mm, avec 11,4 jours de précipitations en janvier et 8,1 jours en juillet. Pour la période 1991-2020, la température moyenne annuelle observée sur la station météorologique la plus proche, située sur la commune de Magnanville à 6 km à vol d'oiseau, est de 11,6 °C et le cumul annuel moyen de précipitations est de 641,5 mm,. Pour l'avenir, les paramètres climatiques de la commune estimés pour 2050 selon différents scénarios d'émission de gaz à effet de serre sont consultables sur un site dédié publié par Météo-France en novembre 2022.

## Urbanisme

### Typologie
Au 1er janvier 2024, Guernes est catégorisée ceinture urbaine, selon la nouvelle grille communale de densité à sept niveaux définie par l'Insee en 2022.
Elle est située hors unité urbaine. Par ailleurs la commune fait partie de l'aire d'attraction de Paris, dont elle est une commune de la couronne,. Cette aire regroupe 1 929 communes,.

### Occupation des solssimplifiée
Le territoire de la commune se compose en 2017 de 91,07 % d'espaces agricoles, forestiers et naturels, 4,19 % d'espaces ouverts artificialisés et 4,74 % d'espaces construits artificialisés.

## Toponymie
Le nom de la localité est attesté sous les formes Warnas en 1141, Garnes aux XIIIe et XIVe siècles.
En région parisienne, un garneau est « un bloc, un galet de silice ». Les noms de Guernes et Garnes (à Senlisse, Yvelines).

## Histoire

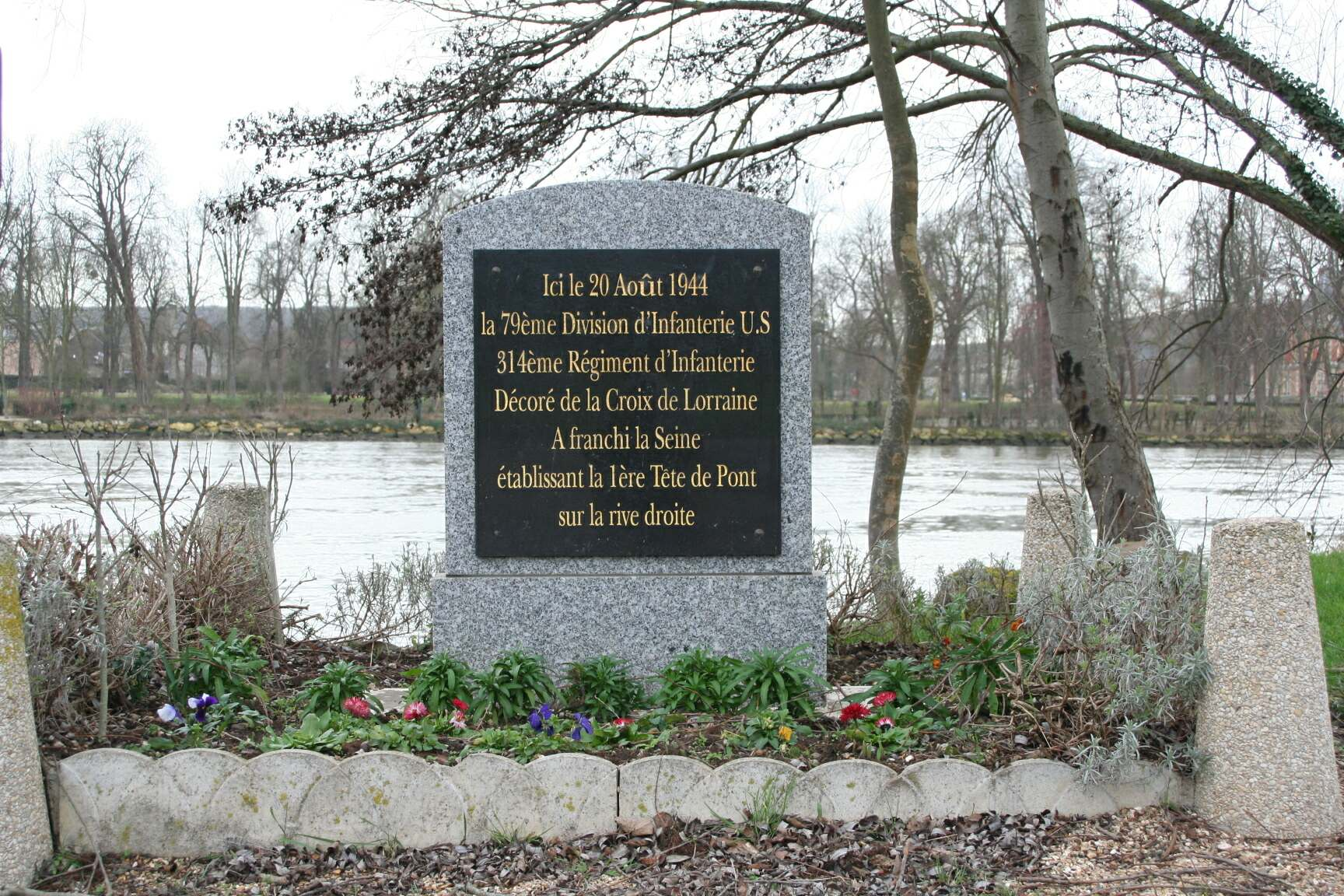
Stèle commémorant le franchissement de la Seine par l'armée Patton en 1944.

Des outils préhistoriques ont été retrouvés sur le territoire de Guernes, ce qui ne prouve néanmoins pas l'implantation d'un habitat préhistorique.
L'existence de la paroisse est attestée depuis le XIIIe siècle.
En 1870, un bac fut mis en service entre Rosny-sur-Seine et Guernes. Il fut supprimé en 1964 à la suite de la surélévation du barrage de Méricourt.
Le 10 janvier 1924, effondrement du clocher de l'ancienne église, qui est démolie par la suite, en 1948. L'édifice actuel est construit en 1953.
Le 20 août 1944, l'armée du général Patton franchit la Seine sur un pont de bateaux reliant Guernes à Rosny et établit la première tête de pont sur la rive droite du fleuve.
De 2014 à 2017 un bac fut remis en service entre Rosny-sur-Seine et Guernes.

## Politique et administration

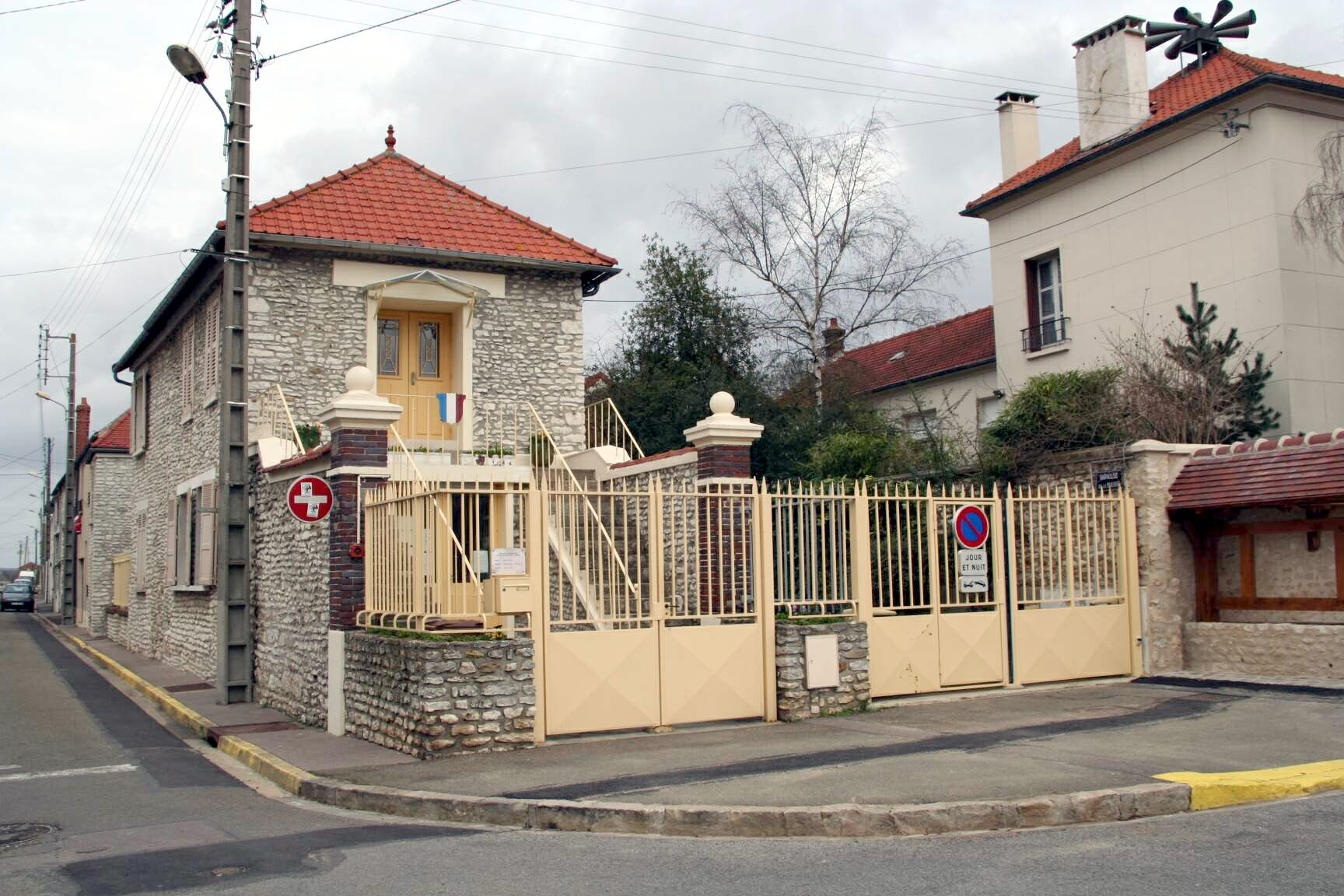
La mairie.

### Liste des maires
| Période                                  | Période  | Identité           | Étiquette | Qualité  |
| ---------------------------------------- | -------- | ------------------ | --------- | -------- |
| Les données manquantes sont à compléter. |          |                    |           |          |
| mars 1995                                | 2001     | Jean-Pierre Messin |           |          |
| mars 2001                                | 2008     | Alain Enault       |           |          |
| mars 2008                                | 2014     | Bernard Bourget    | SE        | retraité |
| 2014                                     | En cours | Pascal Brusseaux   |           |          |

### Instances administratives et judiciaires
La commune de Guernes appartient au canton de Limay et est rattachée à la communauté de communes GPS&O à la suite de la dissolution de la CAMY.
Sur le plan électoral, la commune est rattachée à la huitième circonscription des Yvelines, circonscription mi-rurale, mi-urbaine du nord-ouest des Yvelines centrée autour de la ville de Mantes-la-Jolie.
Sur le plan judiciaire, Guernes fait partie de la juridiction d’instance de Mantes-la-Jolie et, comme toutes les communes des Yvelines, dépend du tribunal de grande instance ainsi que de tribunal de commerce sis à Versailles,.

## Population et société

### Démographie

#### Évolution démographique
L'évolution du nombre d'habitants est connue à travers les recensements de la population effectués dans la commune depuis 1793. Pour les communes de moins de 10 000 habitants, une enquête de recensement portant sur toute la population est réalisée tous les cinq ans, les populations de référence des années intermédiaires étant quant à elles estimées par interpolation ou extrapolation. Pour la commune, le premier recensement exhaustif entrant dans le cadre du nouveau dispositif a été réalisé en 2004.

En 2022, la commune comptait 1 085 habitants, en évolution de −0,37 % par rapport à 2016 (Yvelines : +2,72 %, France hors Mayotte : +2,11 %).
| 1793 | 1800 | 1806 | 1821 | 1831 | 1836 | 1841 | 1846 | 1851 |
| ---- | ---- | ---- | ---- | ---- | ---- | ---- | ---- | ---- |
| 519  | 521  | 438  | 555  | 542  | 567  | 547  | 566  | 541  |

| 1856 | 1861 | 1866 | 1872 | 1876 | 1881 | 1886 | 1891 | 1896 |
| ---- | ---- | ---- | ---- | ---- | ---- | ---- | ---- | ---- |
| 522  | 530  | 513  | 478  | 478  | 498  | 486  | 507  | 515  |

| 1901 | 1906 | 1911 | 1921 | 1926 | 1931 | 1936 | 1946 | 1954 |
| ---- | ---- | ---- | ---- | ---- | ---- | ---- | ---- | ---- |
| 509  | 483  | 481  | 383  | 349  | 384  | 381  | 411  | 416  |

| 1962 | 1968 | 1975 | 1982 | 1990 | 1999 | 2004 | 2006 | 2009  |
| ---- | ---- | ---- | ---- | ---- | ---- | ---- | ---- | ----- |
| 450  | 502  | 518  | 613  | 745  | 827  | 870  | 902  | 1 012 |

| 2014  | 2019  | 2022  | - | - | - | - | - | - |
| ----- | ----- | ----- | - | - | - | - | - | - |
| 1 082 | 1 074 | 1 085 | - | - | - | - | - | - |

#### Pyramide des âges
En 2018, le taux de personnes d'un âge inférieur à 30 ans s'élève à 35,1 %, soit en dessous de la moyenne départementale (38 %). De même, le taux de personnes d'âge supérieur à 60 ans est de 20,4 % la même année, alors qu'il est de 21,7 % au niveau départemental.
En 2018, la commune comptait 550 hommes pour 528 femmes, soit un taux de 51,02 % d'hommes, largement supérieur au taux départemental (48,68 %).
Les pyramides des âges de la commune et du département s'établissent comme suit.
| Hommes | Classe d’âge | Femmes |
| ------ | ------------ | ------ |
| 0,5    | 90 ou +      | 1,1    |
| 4,4    | 75-89 ans    | 5,5    |
| 14,3   | 60-74 ans    | 15,0   |
| 25,4   | 45-59 ans    | 24,1   |
| 19,6   | 30-44 ans    | 19,8   |
| 14,3   | 15-29 ans    | 15,2   |
| 21,6   | 0-14 ans     | 19,2   |

| Hommes | Classe d’âge | Femmes |
| ------ | ------------ | ------ |
| 0,6    | 90 ou +      | 1,4    |
| 6      | 75-89 ans    | 7,8    |
| 13,5   | 60-74 ans    | 14,8   |
| 20,7   | 45-59 ans    | 20,1   |
| 19,6   | 30-44 ans    | 19,9   |
| 18,5   | 15-29 ans    | 16,8   |
| 21,2   | 0-14 ans     | 19,2   |

### Cultes

#### Curés
- 1810 : Jean-Germain Surbled (1746-1811), ancien vicaire constitutionnel en provenance de l'église Saint-Nicolas-du-Chardonnet à Paris où il est  présent le 31 août 1791, venant de l'église Saint-Gilles de Bourg-la-Reine, il sera ensuite nommé  curé de Guernes, puis curé de Courdimanche (canton de Pontoise) où il meurt le 25 janvier 1811[29].

## Économie
La commune de Guernes est une commune rurale et résidentielle.
En dehors de l'agriculture, la seule activité économique notable est l'exploitation de sablières dans le lit majeur de la Seine, mais Guernes en profite très peu fiscalement car l'usine qui traite les granulats est située sur le territoire d'une commune voisine.

### Emploi et activités en 1999
Au recensement de 1999, la commune comptait 125 emplois dont environ 74 % de salariés et 26 % de non salariés. Ces emplois se répartissaient principalement (48,8 %) dans le secteur tertiaire (dont 3,2 % dans le commerce), et secondairement dans l'industrie (22,4 %) et la construction (25,6 %). Le secteur agricole représentait seulement 3,2 % des emplois totaux.
Le taux d'activité, relativement élevé, s'établissait à 85,1 %. La population active comptait 409 personnes. Parmi celles-ci, 377 avaient un emploi et 32 étaient en chômage, soit un taux de chômage de 7,8 %, inférieur au taux national (12,8 %) et proche de la moyenne départementale égale à 8,9 %. Dans la tranche 15-24 ans, le taux de chômage atteignait toutefois le chiffre de 25 % contre 18,9 % au niveau départemental. Cette population active est en forte croissance : + 23 % de 1982 à 1980 et + 19 % de 1990 à 1999.
Parmi les personnes ayant un emploi, seulement 13,5 % travaillaient dans la commune tandis que près de 50 % travaillaient dans d'autres communes du département ou dans les départements voisins. Les transports domicile-travail se faisaient très majoritairement (77 %) en voitures particulières.

## Culture locale et patrimoine

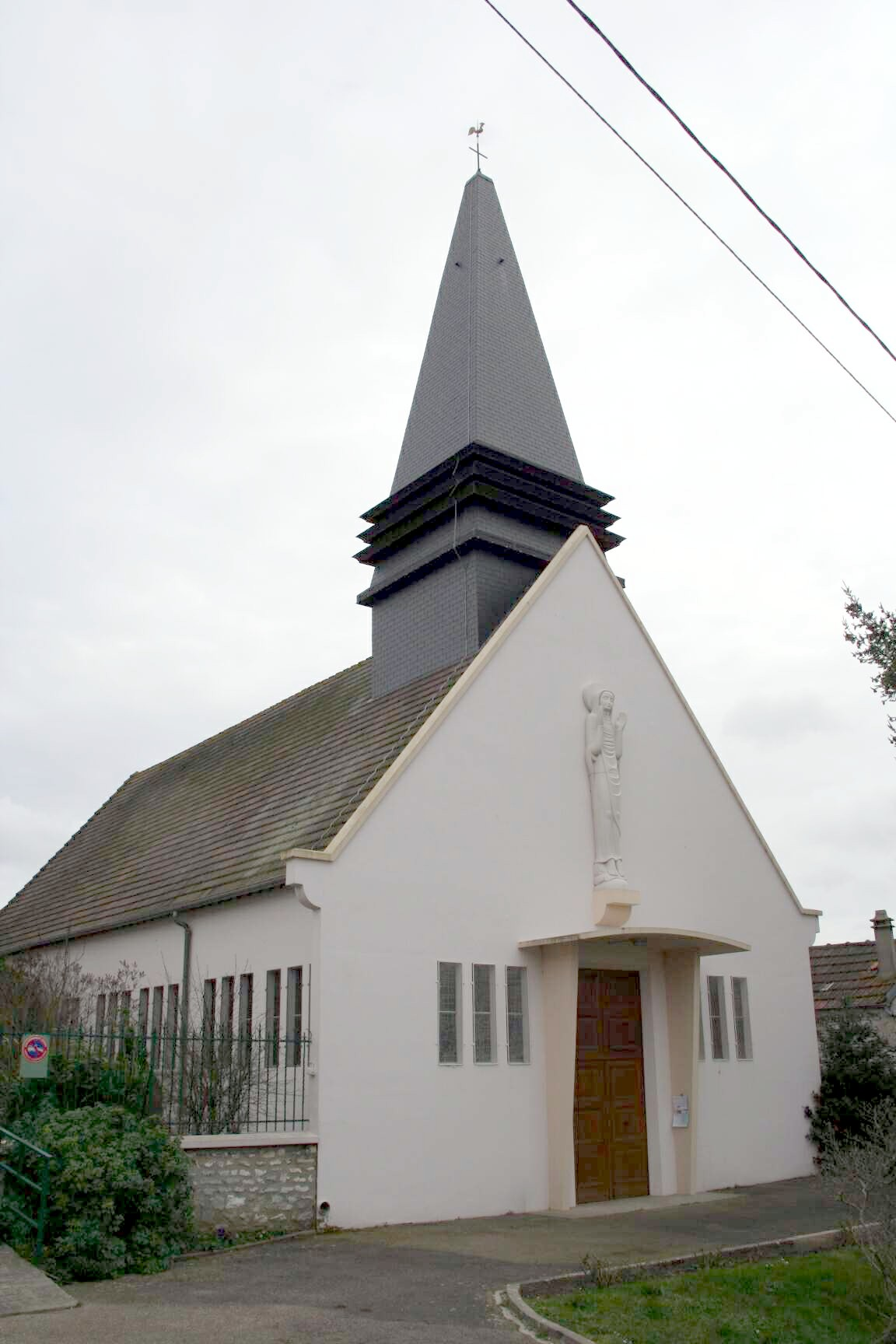
L'église Notre-Dame.

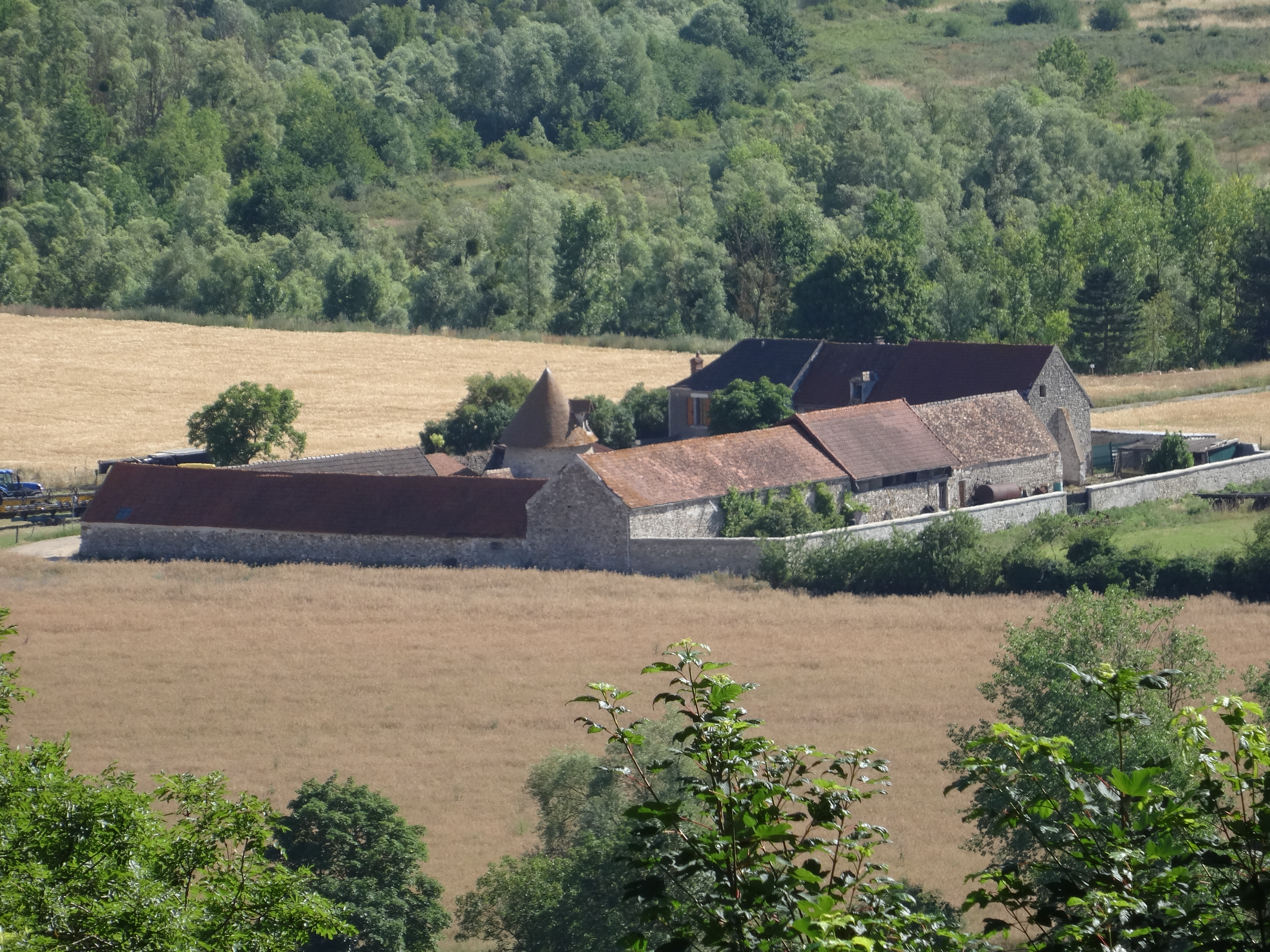
La ferme de Flicourt.

### Lieux et monuments
- L'église Notre-Dame.

Église en béton armé construite entre 1948 et 1953 et consacrée le 10 janvier 1954 sous le vocable de Notre-Dame. Elle remplace une ancienne église datant du XVIe siècle, consacrée en 1521 sous le vocable de Notre-Dame, qui fut démolie en 1948.
Cette église contient un retable en bois polychrome du XVIe siècle, classé monument historique au titre objet le 10 août 1904.
Ce retable, en bas-reliefs sculptés, représente les sept scènes de la passion du Christ et comprend 83 personnages. Probablement d'origine flamande ou brabançonne, il présente de grandes analogies avec le retable de Vétheuil, commune du Val-d'Oise proche de Guernes. Le Christ en croix qui figurait au centre de la composition a été volé.
L'église abrite également trois statues en bois représentant le Christ en croix, la Sainte-Vierge et saint Jean, classées au titre objet le 20 novembre 1930.
La nef est ornée d'une série de vingt-quatre vitraux dédiée à la Vierge Marie et évoquant les sanctuaires de France consacrés à la Vierge. Ces vitraux en noir et blanc sur un fond de formes géométriques en couleurs sont l'œuvre de Maurice Rocher et ont été réalisés par le maître verrier Jacques Degusseau d'Orléans,.

## Personnalités liées à la commune
Les résistants André Mandon et Roger Girardat dont les noms sont honorés sur des plaques commémoratives dans le village. Ces résistants se sont illustrés le 19 août 1944.

### Patrimoine naturel
- Domaine régional de Flicourt : il s'agit d'un conservatoire des milieux naturels créé par l'agence des espaces verts de la région d'Île-de-France sur d'anciennes sablières rétrocédées gratuitement en fin d'exploitation par la Compagnie des sablières de la Seine. On peut y observer notamment beaucoup d'espèces d'oiseaux aquatiques : canards souchets, grands cormorans, grèbes huppés, hérons cendrés, sarcelles, etc.

### Héraldique
| Blason de Guernes | Blason  | De gueules à la croix ondée d'or remplie d'azur, chargée d'une barque d'or et cantonnée en 1 et 4 de deux roses du même.           |
| Blason de Guernes | Détails | La barque symbolise l'ancien bac de Guernes. Les fleurs évoquent les cultures fruitières qui caractérisaient la commune autrefois. |